# 林美侖
林美侖（英文名:Lam Mei-Lun），為台灣女演員，早期曾演過三級片，曾在《新金瓶梅》中飾演女大夫蒋蕙莲而廣為所知。後期則演出一些類續劇，但林美侖在演藝界知名度不高，之後就淡出演藝界。

## 演出經驗

### 電影
- 1995 《肉搏朋友的二奶》
- 1996 《新金瓶梅》
- 1998 《桃色星期五》
- 《床边的目击者》
- 《绿帽风云俱乐部》
- 《性爱交叉点》
- 《性.丈夫.情人》

## 外部連結
- 林美侖香港影庫網頁 （页面存档备份，存于）